# Nuapapu
Nuapapu è un'isola dell'arcipelago delle Tonga, nell'Oceano Pacifico. Amministrativamente appartiene alla divisione Vava'u, nel distretto di Motu.
Sull'isola sono presenti due villaggi: Nuapapu (86 abitanti nel 2021) ed il villaggio di Matamaka (74 abitanti nel 2021).

## Geografia
Nuapapu è una delle isole più grandi dell'arcipelago Vava'u; ha una topografia molto frastagliata e forma molto irregolare. La parte principale dell'isola racchiude due baie a sud, in cui si trovano altri isolotti.
A ovest e a nord l'isola è delimitata dal canale Ava Pulepulekai, che la separa dalla vicina isola di Hunga. Mentre l'isola di Kitu è un'estensione a nord di Nuapapu, a sud ci sono gli isolotti di Vaka'eitu, Langito'o, Lape, Alinonga e Kulo e la barriera corallina di Tangatasito.
A est si trova l'isola di Kapa, con la quale l'isola condivide una baia in cui si trovano gli isolotti di A'a e 'Oto. A sud si trova la baia di Matamaka, che dà anche il nome alla cittadina sul promontorio. Sempre ad est, l'isola di Lua'ofa forma un'estensione della penisola di Matamaka.
L'isola è conosciuta per una grotta sottomarina visitabile (Ana 'uku o, comunemente, Mariner's Cave) nel nord dell'isola.